# 大貫町 (茨城県)
大貫町（おおぬきまち）は茨城県東茨城郡にかつて存在した町である。

## 地理
- 現在の大洗町の中部に位置する。
- 町は太平洋に面し、涸沼川の東岸に位置し太平洋と涸沼川にはさまれる形になっている。

## 歴史

### 村域の変遷
- 1889年（明治22年）4月1日 - 町村制施行により、大貫村が単独で村制施行し東茨城郡大貫村が発足。
- 1894年（明治27年）1月26日 - 大貫村は町制施行し大貫町となる。
- 1954年（昭和29年）11月3日 - 大貫町は磯浜町と合併し大洗町が発足。大貫町は消滅。

変遷表
| 1868年 以前 | 1868年 以前 | 明治22年 4月1日 | 明治27年 1月26日 | 昭和29年 11月3日 | 現在   |
| ----------- | ----------- | --------------- | ---------------- | ---------------- | ------ |
|             | 大貫村      | 大貫村          | 町制             | 大洗町           | 大洗町 |

## 人口・世帯

### 人口
総数 [単位： 人]
| 1891年（明治24年） | 2,202 |
| 1920年（大正 9年） | 2,829 |
| 1935年（昭和10年） | 3,407 |
| 1950年（昭和25年） | 5,079 |

### 世帯
総数 [単位： 世帯]
| 1920年（大正 9年） | 650   |
| 1935年（昭和10年） | 726   |
| 1950年（昭和25年） | 1,077 |

## 交通

### 鉄道
- 茨城交通
  - 水浜線（1966年6月1日に廃止）
    - 大貫駅

### 道路
- 二級国道
  - 国道123号（ → 国道51号）